# Kuriste
Koordinaten: 58° 48′ N, 22° 38′ O
Kuriste ist ein Dorf (estnisch küla) in der Landgemeinde Hiiumaa (bis 2017: Landgemeinde Käina). Es liegt auf der zweitgrößten estnischen Insel Hiiumaa (deutsch Dagö).

## Einwohnerschaft
Kuriste hat 13 Einwohner (Stand 31. Dezember 2011).

## Mariä-Geburt-Kirche von Kuriste

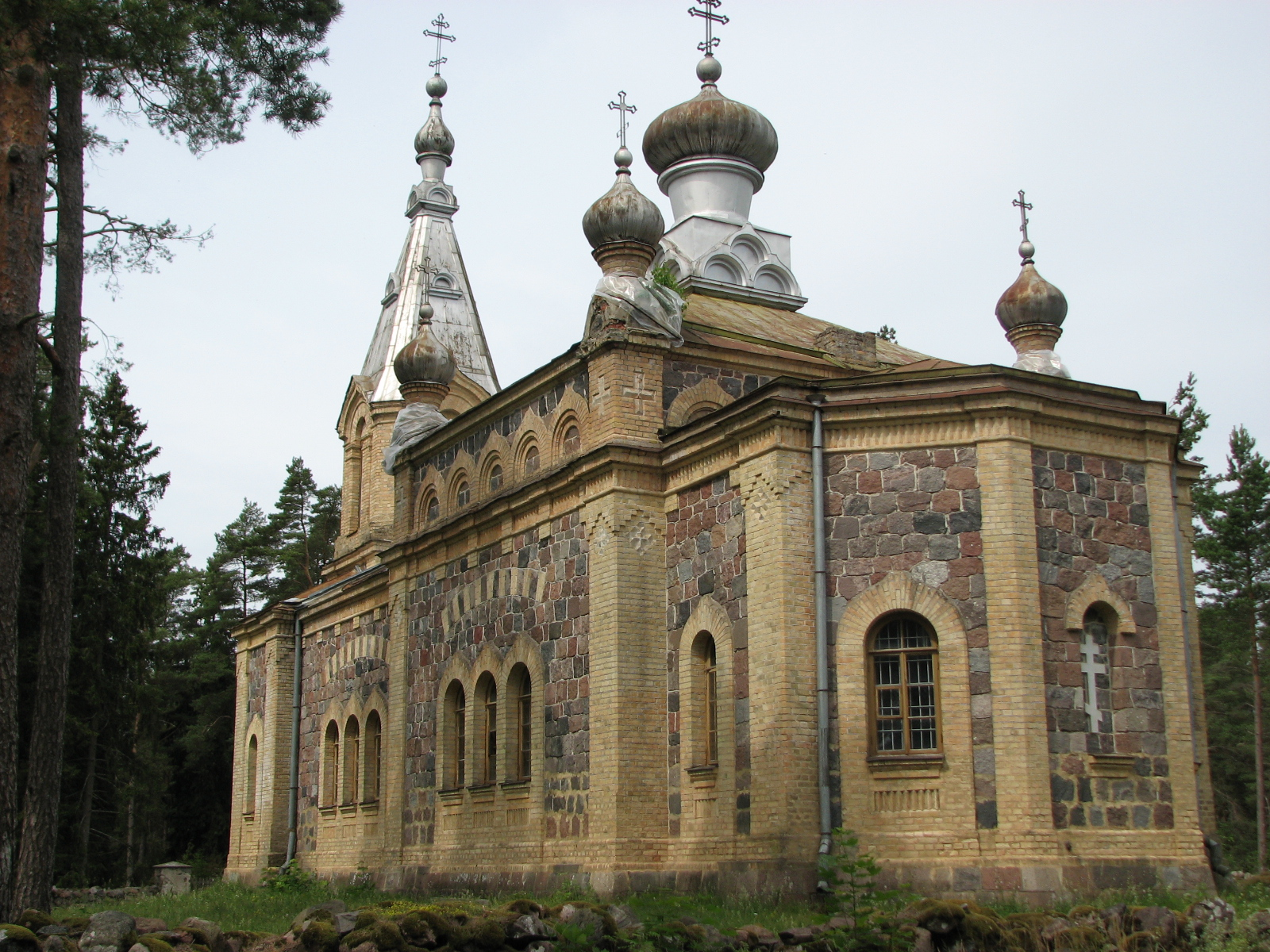
Mariä-Geburt-Kirche von Kuriste

Wahrzeichen des Ortes ist die orthodoxe Mariä-Geburt-Kirche von Kuriste, die größte der ursprünglich vier orthodoxen Kirchen auf Hiiumaa. Sie liegt eigentlich auf dem Gebiet des Nachbardorfs Taterma.
Zwischen 1884 und 1886 traten im Zeichen der Russifizierung Estlands zahlreiche einheimische Bauern zum russisch-orthodoxen Glauben über.
Die Kirche wurde 1888/89 nach Plänen der Architekten I. Dmitrijewski und K. Nyman errichtet. Sie wurde im Juli 1890 in Anwesenheit des zaristischen Gouverneurs von Estland, Sergei Schachowskoi, eingeweiht. Die Ikonostase ist historistisch.
Das Gotteshaus ist heute die einzige orthodoxe Kirche auf Hiiumaa, in der noch regelmäßig Gottesdienste stattfinden. Die Gemeinde untersteht der Estnischen Apostolisch-Orthodoxen Kirche (Eesti Apostlik-Õigeusu Kirik).
Neben der Kirche befindet sich der Friedhof des Ortes.